# Lokalbahn Korneuburg–Hohenau
| Der „Nostalgieexpress Leiser Berge“ im Bahnhof Ernstbrunn (2010) |                                                                                     |                                             |                                             |
| Streckennummer (ÖBB): | 181 01                                                                              |                                             |                                             |
| Streckennummer: | 1811                                                                                |                                             |                                             |
| Streckenlänge: | 79,830 km                                                                           |                                             |                                             |
| Spurweite: | 1435 mm (Normalspur)                                                                |                                             |                                             |
| Streckenklasse: | C4 (Korneuburg – Stetten, Mistelbach Lokalbahn – Hohenau) B2 (Stetten – Ernstbrunn) |                                             |                                             |
| Maximale Neigung: | 27 ‰                                                                                |                                             |                                             |
| Minimaler Radius: | 147 m                                                                               |                                             |                                             |
| Streckengeschwindigkeit: | 40 km/h                                                                             |                                             |                                             |
| |                                                                                     |                                             |                                             |
| \| \| \| von Wien \| \| \| \| 0,000 \| Korneuburg \| 170 m \| \| \| \| nach Retz–Znojmo \| \| \| \| 2,362 \| Anschlussgleis Agrarspeicher \| Anschlussgleis Agrarspeicher \| \| \| 2,557 \| Anschlussgleis Pionierpark \| Anschlussgleis Pionierpark \| \| \| 3,805 \| Anschlussgleis Fa. Fetter \| Anschlussgleis Fa. Fetter \| \| \| 4,241 \| Anschlussgleis Fa. Bernegger \| Anschlussgleis Fa. Bernegger \| \| \| 5,245 \| Anschlussgleis Umspannwerk Bisamberg \| Anschlussgleis Umspannwerk Bisamberg \| \| \| 5,463 \| Stetten Fossilienwelt \| Stetten Fossilienwelt \| \| \| 6,467 \| EK B 6 \| EK B 6 \| \| \| 7,977 \| Eisenbahnkreuzung Seebarner Straße \| Eisenbahnkreuzung Seebarner Straße \| \| \| 8,617 \| Rückersdorf-Harmannsdorf \| 178 m \| \| \| 9,000 \| Eigentümergrenze ÖBB/Regiobahn Leiser Berge \| Eigentümergrenze ÖBB/Regiobahn Leiser Berge \| \| \| 9,383 \| EK B 6 \| EK B 6 \| \| \| 11,490 \| Mollmannsdorf \| 209 m \| \| \| 15,081 \| Würnitz-Hetzmannsdorf \| 260 m \| \| \| 17,100 \| Weinsteig-Großrußbach \| Weinsteig-Großrußbach \| \| \| 19,806 \| Karnabrunn \| Karnabrunn \| \| \| 21,922 \| EK B 6 \| EK B 6 \| \| \| 21,990 \| Wetzleinsdorf \| 250 m \| \| \| 25,176 \| Naglern-Simonsfeld \| Naglern-Simonsfeld \| \| \| 29,937 \| Ernstbrunn \| 256 m \| \| \| 29,993 \| Anschlussgleis Zementwerk \| Anschlussgleis Zementwerk \| \| \| 30,820 \| EK B 6 \| EK B 6 \| \| \| 30,848 \| Ernstbrunn Draisinenhaltestelle (seit 2007) \| Ernstbrunn Draisinenhaltestelle (seit 2007) \| \| \| 33,870 \| Niederleis \| Niederleis \| \| \| 38,000 \| Grafensulz \| 290 m, seit 2018 „Zayataler Schienentaxi“ \| \| \| 41,400 \| Schletz \| Schletz \| \| \| 43,569 \| Asparn an der Zaya \| 223 m, seit 2012 „Zayataler Schienentaxi“ \| \| \| \| Laaer Ostbahn aus Wien \| \| \| \| \| \| \| \| \| 49,380 \| Mistelbach Interspar (seit 2012) \| Mistelbach Interspar (seit 2012) \| \| \| \| Umfahrung Mistelbach B 40/B 46 \| \| \| \| \| von Gänserndorf \| \| \| \| \| Laaer Ostbahn nach Laa an der Thaya \| \| \| \| \| Anschlussbahn (Awanst) Lagerhaus Mistelbach \| \| \| \| \| \| \| \| \| 49,817 \| Mistelbach Lokalbahnhof \| Mistelbach Lokalbahnhof \| \| \| 56,109 \| Wilfersdorf-Hobersdorf \| Wilfersdorf-Hobersdorf \| \| \| 58,309 \| Bullendorf \| Bullendorf \| \| \| 60,700 \| Ebersdorf \| Ebersdorf \| \| \| 62,039 \| Prinzendorf-Rannersdorf \| Prinzendorf-Rannersdorf \| \| \| 66,251 \| Hauskirchen \| Hauskirchen \| \| \| 69,542 \| Neusiedl-Sankt Ulrich \| Neusiedl-Sankt Ulrich \| \| \| \| von Bad Pirawarth \| \| \| \| 71,787 \| Dobermannsdorf \| 168 m \| \| \| \| nach Poysdorf \| \| \| \| \| von Wien \| \| \| \| 79,830 \| Hohenau \| 151 m \| \| \| \| nach Břeclav \| \| \| nur Fahrraddraisinen \| \| \| \| \| in Bau \| \| \| \| |                                                                                     |                                             |                                             |
| Strecke |                                                                                     | von Wien                                    | von Wien                                    |
| Bahnhof | 0,000                                                                               | Korneuburg                                  | 170 m                                       |
| Abzweig geradeaus und nach links |                                                                                     | nach Retz–Znojmo                            | nach Retz–Znojmo                            |
| Abzweig geradeaus und von links | 2,362                                                                               | Anschlussgleis Agrarspeicher                | Anschlussgleis Agrarspeicher                |
| Abzweig geradeaus und nach links | 2,557                                                                               | Anschlussgleis Pionierpark                  | Anschlussgleis Pionierpark                  |
| Abzweig geradeaus und nach rechts | 3,805                                                                               | Anschlussgleis Fa. Fetter                   | Anschlussgleis Fa. Fetter                   |
| Abzweig geradeaus und von rechts | 4,241                                                                               | Anschlussgleis Fa. Bernegger                | Anschlussgleis Fa. Bernegger                |
| Abzweig geradeaus und von rechts | 5,245                                                                               | Anschlussgleis Umspannwerk Bisamberg        | Anschlussgleis Umspannwerk Bisamberg        |
| Haltepunkt / Haltestelle | 5,463                                                                               | Stetten Fossilienwelt                       | Stetten Fossilienwelt                       |
| ehemaliger Bahnübergang | 6,467                                                                               | EK B 6                                      | EK B 6                                      |
| Bahnübergang | 7,977                                                                               | Eisenbahnkreuzung Seebarner Straße          | Eisenbahnkreuzung Seebarner Straße          |
| Blockstelle | 8,617                                                                               | Rückersdorf-Harmannsdorf                    | 178 m                                       |
| Wechsel des Eisenbahninfrastrukturunternehmens | 9,000                                                                               | Eigentümergrenze ÖBB/Regiobahn Leiser Berge | Eigentümergrenze ÖBB/Regiobahn Leiser Berge |
| ehemaliger Bahnübergang | 9,383                                                                               | EK B 6                                      | EK B 6                                      |
| Haltepunkt / Haltestelle | 11,490                                                                              | Mollmannsdorf                               | 209 m                                       |
| ehemaliger Haltepunkt / Haltestelle | 15,081                                                                              | Würnitz-Hetzmannsdorf                       | 260 m                                       |
| ehemaliger Haltepunkt / Haltestelle | 17,100                                                                              | Weinsteig-Großrußbach                       | Weinsteig-Großrußbach                       |
| Haltepunkt / Haltestelle | 19,806                                                                              | Karnabrunn                                  | Karnabrunn                                  |
| Bahnübergang | 21,922                                                                              | EK B 6                                      | EK B 6                                      |
| Dienststation / Betriebs- oder Güterbahnhof | 21,990                                                                              | Wetzleinsdorf                               | 250 m                                       |
| ehemaliger Haltepunkt / Haltestelle | 25,176                                                                              | Naglern-Simonsfeld                          | Naglern-Simonsfeld                          |
| Bahnhof | 29,937                                                                              | Ernstbrunn                                  | 256 m                                       |
| Abzweig ehemals geradeaus und nach links | 29,993                                                                              | Anschlussgleis Zementwerk                   | Anschlussgleis Zementwerk                   |
| Bahnübergang (Strecke außer Betrieb) | 30,820                                                                              | EK B 6                                      | EK B 6                                      |
| Haltepunkt / Haltestelle (Strecke außer Betrieb) | 30,848                                                                              | Ernstbrunn Draisinenhaltestelle (seit 2007) | Ernstbrunn Draisinenhaltestelle (seit 2007) |
| Haltepunkt / Haltestelle (Strecke außer Betrieb) | 33,870                                                                              | Niederleis                                  | Niederleis                                  |
| Haltepunkt / Haltestelle Strecke bis hier außer Betrieb | 38,000                                                                              | Grafensulz                                  | 290 m, seit 2018 „Zayataler Schienentaxi“   |
| Haltepunkt / Haltestelle | 41,400                                                                              | Schletz                                     | Schletz                                     |
| Bahnhof | 43,569                                                                              | Asparn an der Zaya                          | 223 m, seit 2012 „Zayataler Schienentaxi“   |
| Strecke von rechts und von halblinks |                                                                                     | Laaer Ostbahn aus Wien                      | Laaer Ostbahn aus Wien                      |
| |                                                                                     |                                             |                                             |
| Haltepunkt / Haltestelle Strecke ab hier außer Betrieb | 49,380                                                                              | Mistelbach Interspar (seit 2012)            | Mistelbach Interspar (seit 2012)            |
| |                                                                                     | Umfahrung Mistelbach B 40/B 46              |                                             |
| Abzweig geradeaus und von rechts |                                                                                     | von Gänserndorf                             | von Gänserndorf                             |
| Strecke geradeaus und nach links |                                                                                     | Laaer Ostbahn nach Laa an der Thaya         | Laaer Ostbahn nach Laa an der Thaya         |
| Strecke geradeaus und von links |                                                                                     | Anschlussbahn (Awanst) Lagerhaus Mistelbach | Anschlussbahn (Awanst) Lagerhaus Mistelbach |
| |                                                                                     |                                             |                                             |
| Dienststation / Betriebs- oder Güterbahnhof | 49,817                                                                              | Mistelbach Lokalbahnhof                     | Mistelbach Lokalbahnhof                     |
| Blockstelle | 56,109                                                                              | Wilfersdorf-Hobersdorf                      | Wilfersdorf-Hobersdorf                      |
| Blockstelle | 58,309                                                                              | Bullendorf                                  | Bullendorf                                  |
| Haltepunkt / Haltestelle | 60,700                                                                              | Ebersdorf                                   | Ebersdorf                                   |
| Blockstelle | 62,039                                                                              | Prinzendorf-Rannersdorf                     | Prinzendorf-Rannersdorf                     |
| Haltepunkt / Haltestelle | 66,251                                                                              | Hauskirchen                                 | Hauskirchen                                 |
| Blockstelle | 69,542                                                                              | Neusiedl-Sankt Ulrich                       | Neusiedl-Sankt Ulrich                       |
| Abzweig geradeaus und ehemals von rechts |                                                                                     | von Bad Pirawarth                           | von Bad Pirawarth                           |
| Dienststation / Betriebs- oder Güterbahnhof | 71,787                                                                              | Dobermannsdorf                              | 168 m                                       |
| Abzweig geradeaus und ehemals nach links |                                                                                     | nach Poysdorf                               | nach Poysdorf                               |
| Abzweig geradeaus und von rechts |                                                                                     | von Wien                                    | von Wien                                    |
| Bahnhof | 79,830                                                                              | Hohenau                                     | 151 m                                       |
| Strecke |                                                                                     | nach Břeclav                                | nach Břeclav                                |
| nur Fahrraddraisinen |                                                                                     |                                             |                                             |
| in Bau |                                                                                     |                                             |                                             |

Die Lokalbahn Korneuburg–Hohenau ist eine Nebenbahn im niederösterreichischen Weinviertel. Sie verläuft von Korneuburg über Ernstbrunn und Mistelbach nach Hohenau. Eigentümer sind in Teilabschnitten die Österreichischen Bundesbahnen (ÖBB). Teile der Strecke wurden mit Stand 2020 abgetragen oder als Museumsbahn von privaten Vereinen übernommen und zu touristischen Zwecken betrieben.

## Streckenführung
Die Lokalbahn ist vor allem durch ihre „Gebirgsstrecken“ bekannt, welche für die eher hügelig-flache Gegend des Weinviertels ungewöhnlich steile Rampen aufweisen. Nach dem Durchfahren des relativ flachen Korneuburger Beckens beginnt in Mollmannsdorf (209 m.ü.A.) der Anstieg zum „Mollmannsdorfer Berg“, in dessen Verlauf bis zur Station Würnitz-Hetzmannsdorf (260 m) zahlreiche Gleisbögen mit einer Steigung von bis zu 27 ‰ überwunden werden müssen. Ab Ernstbrunn (256 m) beginnt ein neuerlicher Aufstieg, um über die Hügelkette der Leiser Berge ins Zayatal zu gelangen. Dabei wird im Bründlwald hinter Grafensulz mit 300 m Seehöhe der Scheitelpunkt der Strecke überwunden, welche sich danach bis Asparn an der Zaya (223 m) rasch absenkt. Die Bahn folgt nun dem Verlauf der Zaya, der tiefste Punkt wird am Streckenende in Hohenau an der March (151 m) erreicht.

## Geschichte

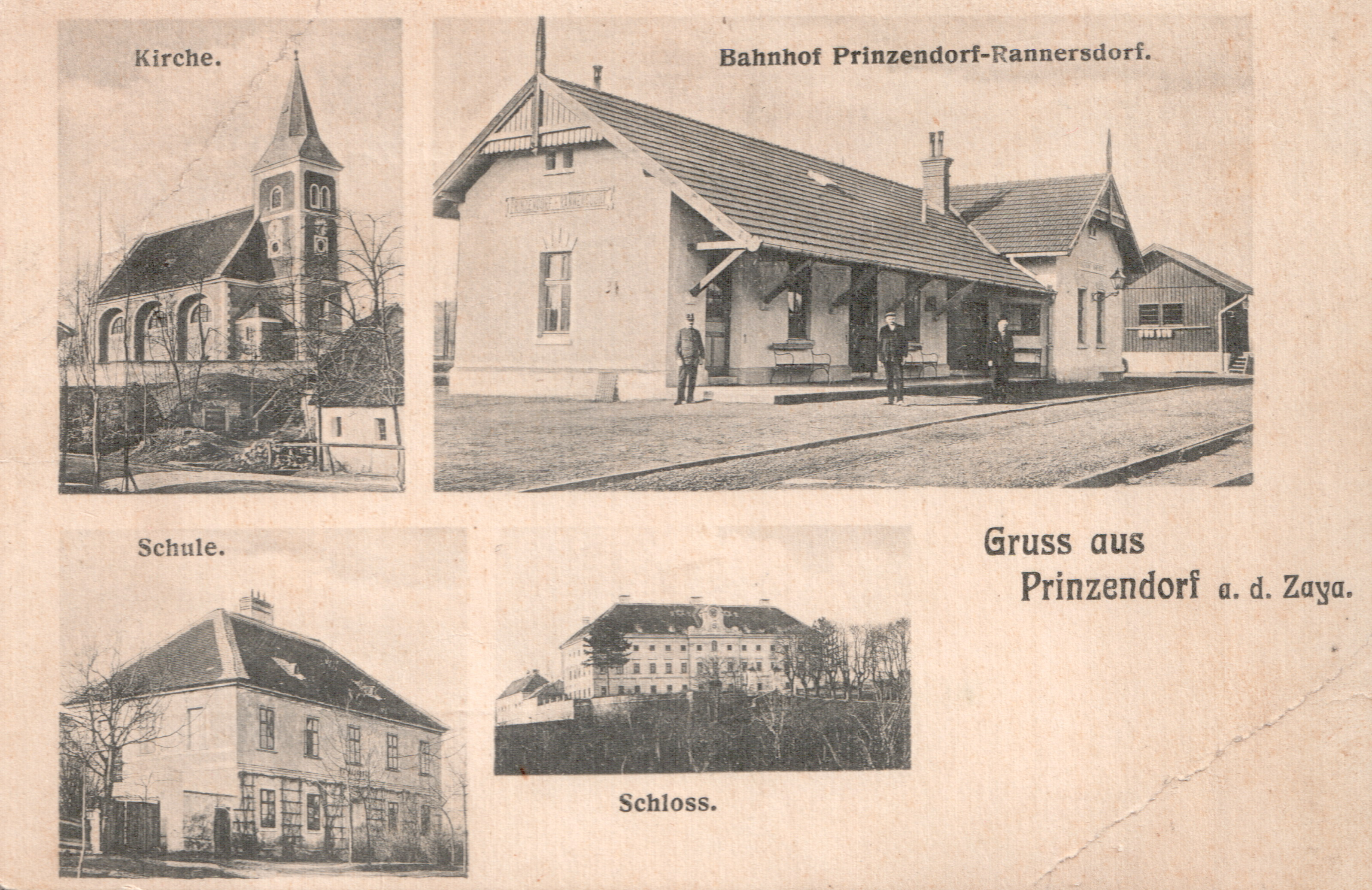
Bahnhof Prinzendorf-Rannersdorf etwa aus der Zeit 1906 bis 1910

Bereits 1885 erfolgte eine erste Trassierung der späteren Bahnlinie, deren Errichtung noch gut zwei Jahrzehnte der Gegenstand von Debatten war, durch das Eisenbahn- und Telegrafenregiment aus Korneuburg. Dieses half später mit seinen drei Bataillonen auch beim Bau der Bahn, die von der Gesellschaft für Elektrotechnische Unternehmungen aus München errichtet wurde.
Die erste Sektion der Strecke, die das Weinviertel in Ost-West-Richtung durchquert, wurde am 26. November 1904 zwischen Korneuburg und Ernstbrunn eröffnet. Ehrengast der Eröffnungsfahrt war der Wiener Bürgermeister Karl Lueger, was von der zeitgenössischen Presse teilweise als unnötige Beweihräucherung Luegers gesehen wurde, da dieser kein Würdenträger des Landes Niederösterreich (dem Bauherrn der Bahn) war.
Da die k.k. priv. österreichische Nordwestbahn die Mitbenützung ihres Bahnhofes in Korneuburg untersagte, errichteten die Landesbahnen in unmittelbarer Nähe einen eigenen Lokalbahnhof mit Aufnahmsgebäude, Güterschuppen und Heizhaus. Ein Gleis des Bahnhofs führte bis knapp vor das Aufnahmsgebäude der Nordwestbahn, wo ein Wartepavillon errichtet wurde. Lediglich ein Verbindungsgleis (für die Militärtransporte) verband die beiden Bahnhöfe.
Am 15. November 1906 wurde die Verlängerung der Bahnstrecke über die Leiser Berge und Mistelbach nach Hohenau eröffnet.  Am gleichen Tag wurde auch die Lokalbahn Gänserndorf–Mistelbach in Betrieb genommen, mit welcher die Lokalbahn im Bahnhof Mistelbach Landesbahn (später als Mistelbach Lokalbahn bzw. Lokalbahnhof bezeichnet) zusammentraf. Den Betrieb führte das Niederösterreichische Landeseisenbahnamt (ab 1908 Niederösterreichische Landesbahnen). Im Bahnhof Dobermannsdorf gab es ab 1911 Anschluss an die Lokalbahn Pirawarth–Dobermannsdorf, bereits seit 1907 stellte die Linie Dobermannsdorf–Poysdorf den Anschluss an die Lokalbahn Enzersdorf–Poysdorf her. Der Bahnhof wurde damit zu einem wichtigen Lokalbahn-Knotenpunkt.
Neben der verkehrsmäßigen Erschließung des Weinviertels erlangte die Bahn auch militärische Bedeutung, da die Kasernen in Korneuburg und Mistelbach direkt an der Strecke liegen. Nach Auflösung der Landesbahnen 1921 gingen deren Strecken in den Besitz der Österreichischen Bundesbahnen (damals BBÖ) über. 
Am 28. Mai 1988 wurde auf weiten Teilen des Weinviertler Streckennetzes der Personenverkehr eingestellt, so auch zwischen Korneuburg und Hohenau. Bis 1999 wurden noch gelegentliche Nostalgie-Sonderfahrten über die Gesamtstrecke durchgeführt, dann musste der Abschnitt Ernstbrunn–Mistelbach wegen Oberbaumängeln gesperrt werden.

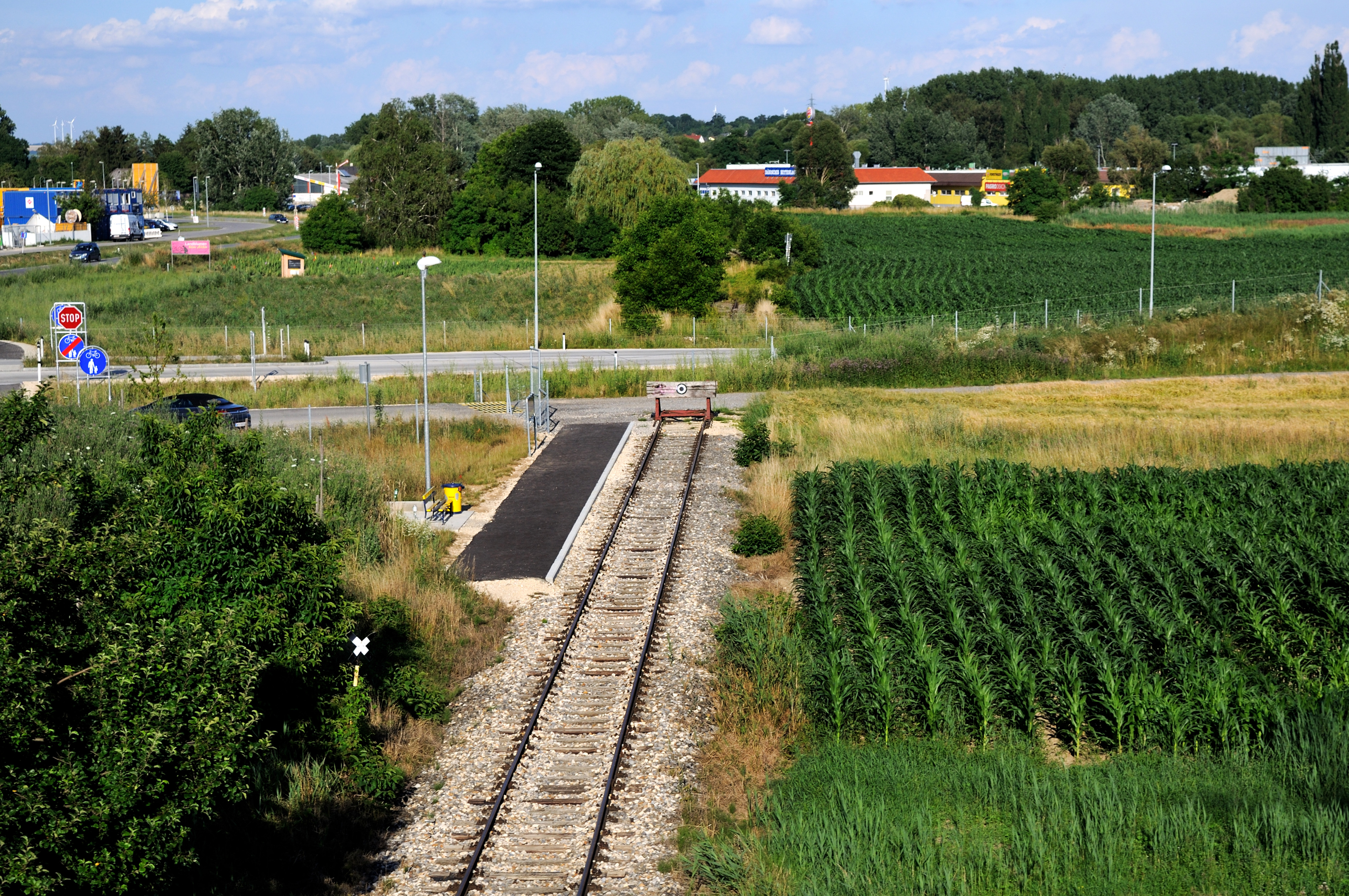
Streckenunterbrechung in Mistelbach

Der Streckenteil Mistelbach–Hohenau wurde in den 1990er Jahren als internationale Ausweichstrecke für die Nordbahn nach Wien genutzt, hauptsächlich im Falle von Hochwasser an der March. Die ÖBB hatten jedoch beschlossen, Ausweichzüge künftig über die Slowakei führen, was de facto das Ende dieses Streckenabschnittes bedeutete. Mit Fahrplanwechsel am 12. Dezember 2015 wurde die Strecke endgültig eingestellt.
Im Rahmen der Bauarbeiten an der Umfahrung Mistelbach wurde ab 2013 der Streckenabschnitt Ernstbrunn – Mistelbach am Ortsende von Mistelbach bei der Kreuzung mit der B40 unterbrochen.
Die an der Bahnstrecke Rückersdorf-Harmannsdorf bis Ernstbrunn liegenden Gemeinden Korneuburg, Leobendorf, Stetten, Harmannsdorf, Großrußbach und Ernstbrunn haben am 6. April 2022 die Firma „regiobahn Leiser Berge Eisenbahninfrastruktur GmbH“ gegründet und in weiter Folge ab 12. Dezember 2022 die Bahnstrecke ab dem Kilometer 9,000 bis Ernstbrunn von der ÖBB Infrastruktur AG übernommen. Die Strecke wird seither für den Güterverkehr und für den „ErlebnisZug Leiser Berge“ sowie für Sonderzüge genützt.
Um einen effizienten Güterverkehr zu gewährleisten wird die Strecke ertüchtigt und für Achslasten von bis zu 22,5 Tonnen ausgebaut. Der Streckenabschnitt von Korneuburg bis zum Kilometer 9,00 wird seitens der ÖBB Infrastruktur ebenfalls für Achslasten von 22,5 Tonnen ausgebaut.
Im März und April 2023 wurde die im Besitz der ÖBB stehende Strecke von Korneuburg bis Rückersdorf-Harmannsdorf erneuert. Es wurden 6.000 Meter Gleise, sieben Weichen, drei Eisenbahnbrücken und sechs Eisenbahnkreuzungen erneuert. Durch den Bau der Umfahrung Harmannsdorf wurden zwei neue Eisenbahnkreuzungen errichtet.

## Nachnutzung

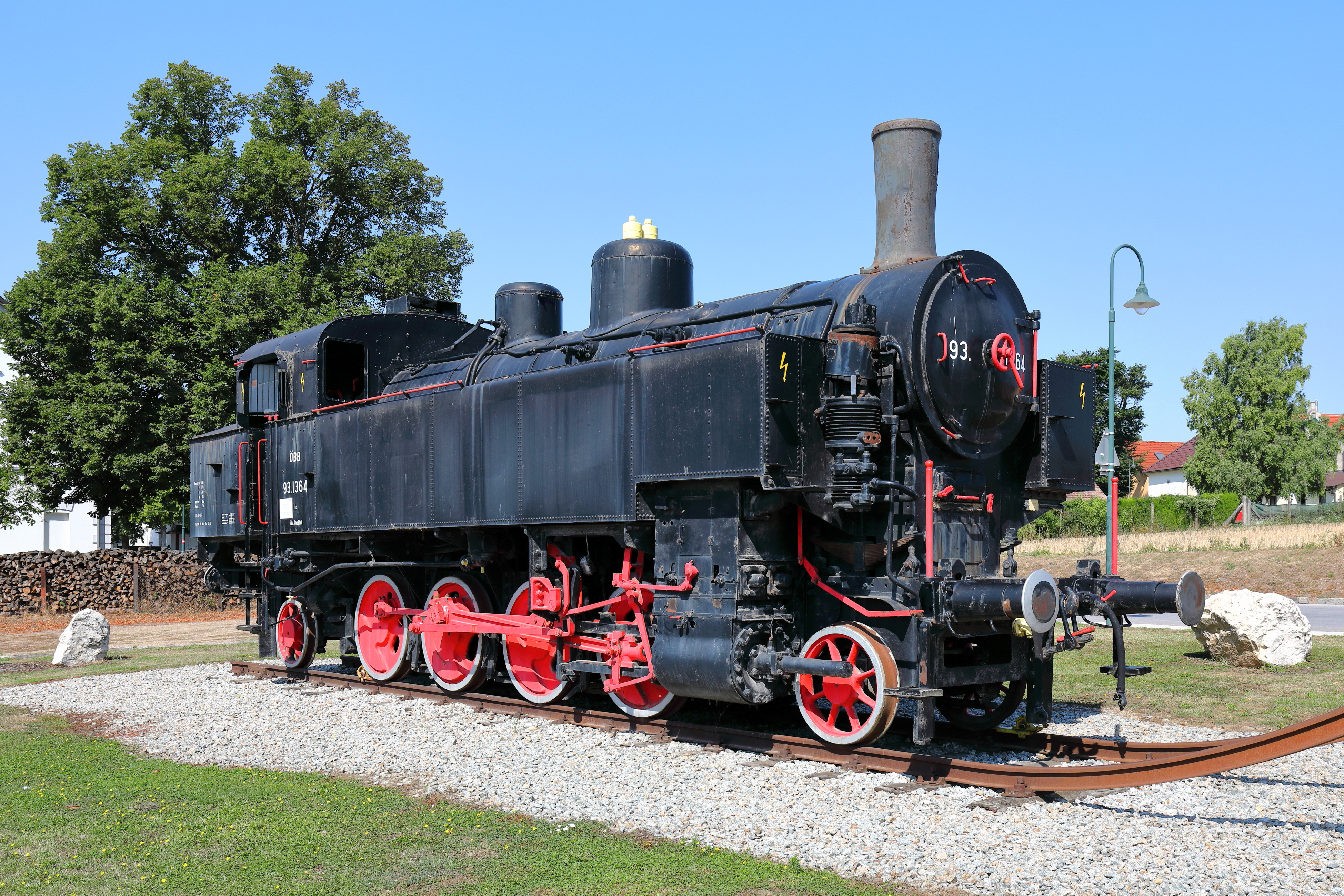
Denkmallok ÖBB 93.1364 in Ernstbrunn

### Regiobahn Korneuburg–Ernstbrunn
Zur Wiederbelebung und Reaktivierung der Strecke im Pendler- und Ausflugsverkehr wurde der Verein „Neue Landesbahn“ gegründet. Ein vom Verein vorgeschlagener Taktfahrplan im Personenverkehr für die Relation Floridsdorf–Korneuburg–Ernstbrunn wurde bisher aufgrund zu geringer Fahrgastprognosen und den befürchteten zu hohen laufenden Kosten nicht umgesetzt.
Für den Betrieb der Eisenbahninfrastruktur wurde von der Gemeinde Ernstbrunn die Betreibergesellschaft Regiobahn Leiser Berge (Regiobahn RB GmbH) gegründet, welche mit Dezember 2015 den Betrieb aufnahm. Der gelegentliche Güterverkehr zum Kalkwerk Ernstbrunn und einigen Lagerhäusern an der Strecke wird heute von der Regiobahn abgewickelt.
Jeweils vom Mai bis Ende Oktober verkehrt an Samstagen und Feiertagen der Nostalgieexpress Leiser Berge von Wien Praterstern über Korneuburg nach Ernstbrunn und zurück, welcher mit historischen Diesellokomotiven der Reihen ÖBB 2050 und ÖBB 2143 der Regiobahn sowie historischen Schlierenwagen geführt wird. Ab und zu kommt die Dampflokomotive 52 498-4 des Lokteams Trumau mit den Schlierenwagen der Regiobahn zum Einsatz.

### Weinvierteldraisine und Zayataler Schienentaxi
Seit dem Jahr 2007 ist auf dem Teilstück über die Leiser Berge zwischen Ernstbrunn und Asparn an der Zaya ein Draisinenverkehr zur Tourismusförderung eingerichtet, auch sollen durch diese Nutzung ein weiterer Verfall sowie die Abtragung der Gleise verhindert werden. Die als Weinvierteldraisine bekannte Draisinenbahn befährt den streckenbaulich interessantesten Teilabschnitt, nach der „Draisinenalm“ in Grafensulz wird in einer Seehöhe von ca. 300 Metern der Scheitelpunkt der Strecke über die Leiser Berge überwunden und mit zahlreichen Kurven windet sich die Strecke über Schletz abwärts ins Tal der Zaya.
Weiters wurde Ende September 2012 das „Zayataler Schienentaxi“ (ein Museumsbahnbetrieb mit ehemaligen Bahnwagen ÖBB X626 und Personenbeiwagen an Sonn- und Feiertagen von Mai bis Oktober) zwischen Asparn a.d. Zaya und Mistelbach Interspar feierlich eröffnet. 2018 wurde das Zayataler Schienentaxi auf der „Bergstrecke“ bis Grafensulz verlängert.

### Verein Neue Landesbahn
Der Verein Neue Landesbahn aus Mistelbach und vier der sechs Anrainergemeinden (Wilfersdorf, Hauskirchen, Neusiedl/Zaya und Hohenau) gründeten die Zayatalbahn GmbH, welche die Strecke 2019 von den ÖBB erwarb. Seit 25. März 2023 finden zwischen Mistelbach Lokalbahnhof, Bullendorf, Wilfersdorf-Hobersdorf und Prinzendorf-Rannersdorf ab und zu öffentliche Themenfahrten wie z. B. ein Osterexpress oder ein Nikoloexpress statt. Erstmals seit 2015 rollten am 28. Mai 2023 wieder Güterwagen (Selbstentladewagen) zum Lagerhaus Wilfersdorf-Hobersdorf. Seitdem fahren immer wieder Getreidezüge von den Lagerhäusern Wilfersdorf und Dobermannsdorf nach Italien. Der Güterverkehr wird durch die Regiobahn abgewickelt, welche im Abschnitt Korneuburg–Ernstbrunn, auf der Lokalbahn Retz–Drosendorf und auf anderen Strecken im Weinviertel einige Lagerhäuser bedient.

## Fahrzeugeinsatz

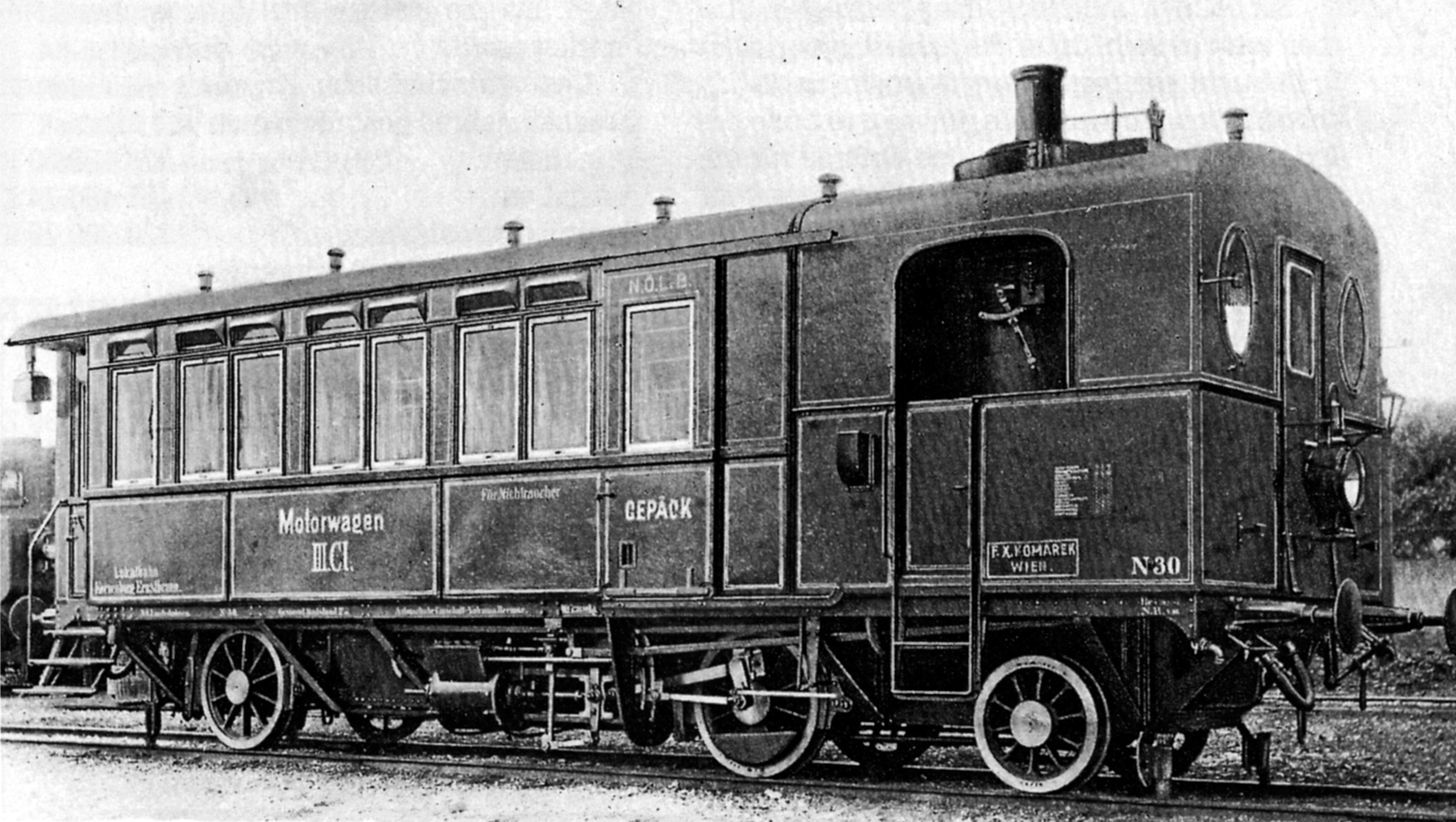
Dampftriebwagen Nummer 30, geliefert von Komarek für die Lokalbahn Korneuburg–Ernstbrunn (vor 1907)

Die Niederösterreichischen Landesbahnen setzten auf der Lokalbahn Korneuburg – Ernstbrunn ursprünglich die Tenderlokomotiven der Reihe 1 sowie der Reihe 2 (kkStB 99) ein, belegt sind die Maschinen 1.03, 2.01 und 2.02 zum Zeitpunkt der Betriebsaufnahme. Eher als Kuriosum zu sehen war der dreiachsige Komarek-Dampftriebwagen der Reihe NÖLB 30–33, er bewährte sich jedoch nicht und stand nur wenige Jahre im Einsatz. Neben den Triebfahrzeugen waren zur Betriebsaufnahme weiters sieben Personenwagen, zwei Postwaggons, vier gedeckte und 19 offene Güterwagen vorhanden. Aus dem Fuhrpark der NÖLB kamen zusätzlich sieben Güterwagen, ein Personenwagen I. und II. Klasse sowie ein weiterer Dampftriebwagen (Nr. 31).
In der Zwischenkriegszeit kamen erstmals die später allgegenwärtigen 1´D´1-Tenderlokomotiven der Reihe BBÖ 378 (ÖBB 93) auf die Strecke. Nach dem Zweiten Weltkrieg prägten neben der 93er vor allem Maschinen der Reihe 3071 (Dampftriebwagen BBÖ DT 1, Spitzname „Dorftrottel“), ÖBB 75 und die Kriegsloks der Reihe 52 das Bild der Lokalbahn.
Nach der Verdieselung (1976) wurden vor allem Loks der Reihen 2062, 2067, 2143 und 2050 eingesetzt. Der Personenverkehr wurde nun mehrheitlich mit Triebwagen der Baureihen 5042, 5044 und 5144, 5145 (Blauer Blitz) sowie 5046 geführt. In den letzten Jahren kamen auch die Dieselloks der Reihen 2016 und 2070 auf die Strecke. Bei  den Sonderfahrten kommt (Stand 2025) die 2067-100 der Zayatalbahn zum Einsatz. Bei größeren bzw. längeren Sonderfahren kommt die 2143 070-7 des Reblaus Express (Verein Neue Landesbahnen) zum Einsatz
Seit 2010 steht die Dampflokomotive 93.1364 als Denkmal neben dem ehemaligen Personalwohnhaus des Bahnhofs Ernstbrunn.

## Drehort Lokalbahn

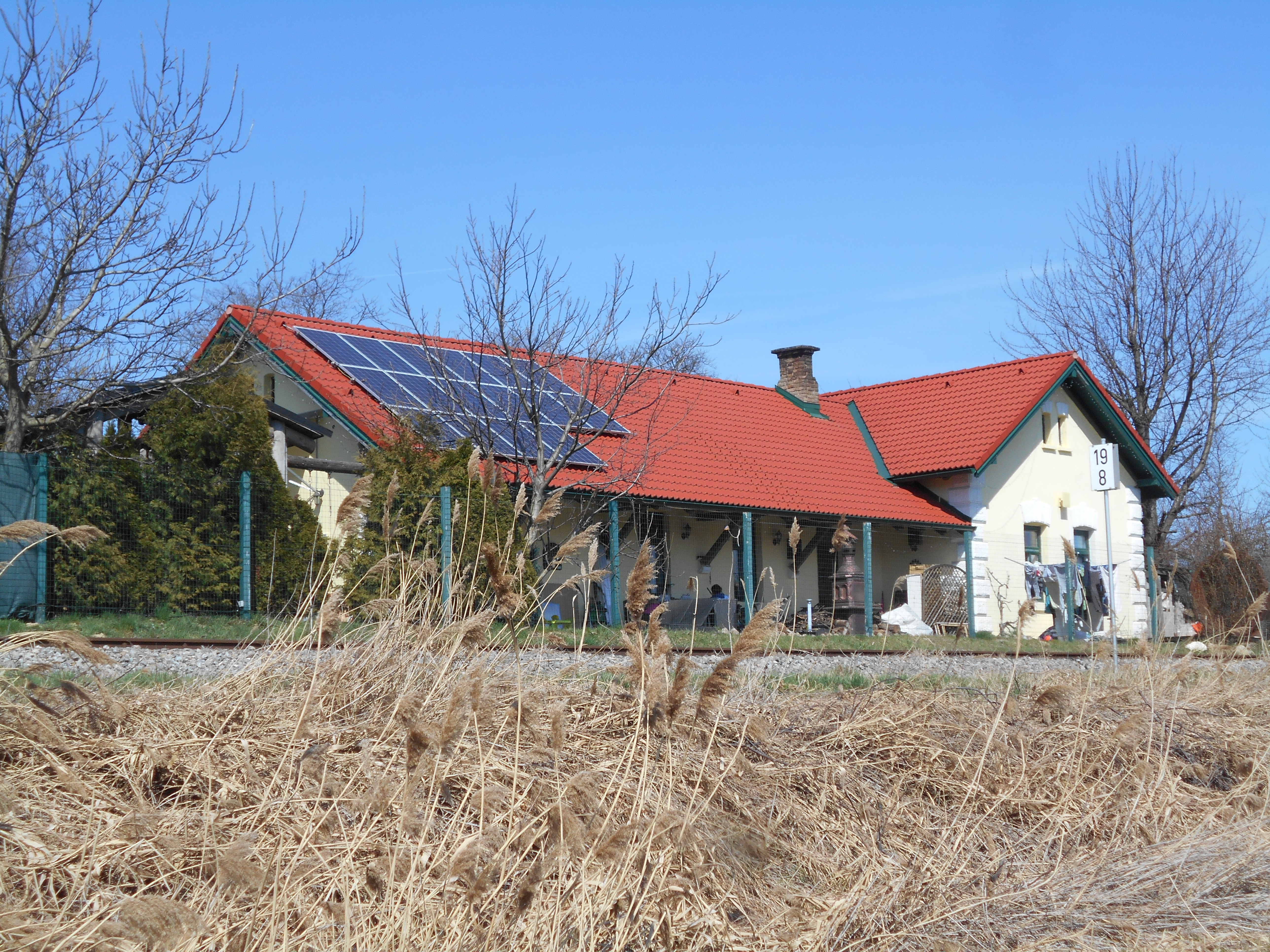
Der „Filmbahnhof“ Karnabrunn, nunmehr als Wohnhaus genutzt

Aufgrund ihrer Nähe zu Wien und der teilweise recht steilen Streckenführung durch eine reizvolle, wenig besiedelte Landschaft diente die Lokalbahn des Öfteren als Drehort für Filme.
1976 diente die Strecke und die Bahnhöfe Niederleis und Karnabrunn als Drehort für eine Episode der Serie Die Abenteuer des braven Soldaten Schwejk mit Fritz Muliar, Heinz Marecek und Harald Serafin. Die Handlung spielt in Russland zur Zeit des Ersten Weltkriegs, zum Einsatz kam ein Zug aus Flachdachgüterwagen und als Anachronismus einer ÖBB 93 als Lokomotive.
1978 wurden wiederum in Karnabrunn die Eisenbahn- und Bahnhofsszenen für den Film Steiner – Das Eiserne Kreuz, 2. Teil mit Richard Burton unter der Regie von Andrew V. McLaglan gedreht. Während eines gestellten Bombardements des Bahnhofs wurden dafür u.A. der alte Güterschuppen und ein eigens für den Film errichteter Wasserturm gesprengt. Während der noch aus der Bauzeit der Bahn stammende Schuppen wie geplant in die Luft flog, weigerte sich der Wasserturm zum Leidwesen der Filmcrew.
Ebenfalls 1978 drehte Universal Pictures am Karnabrunner Bahnhof Szenen für das Remake von Der Gefangene von Zenda mit Peter Sellers, Lynne Frederick und Elke Sommer. Für den Film wurde der Bahnhof mittels eines Mattepaintings in eine Voralpenszenerie eingepasst. Zum Einsatz kam ein historischer Zug mit der Lok 17c 372 des Eisenbahnmuseum Strasshof.
Diese und etliche andere „Auftritte“ in Filmen brachten dem Bahnhof Karnabrunn den Spitznamen „Filmbahnhof“ ein.

## Bildergalerie

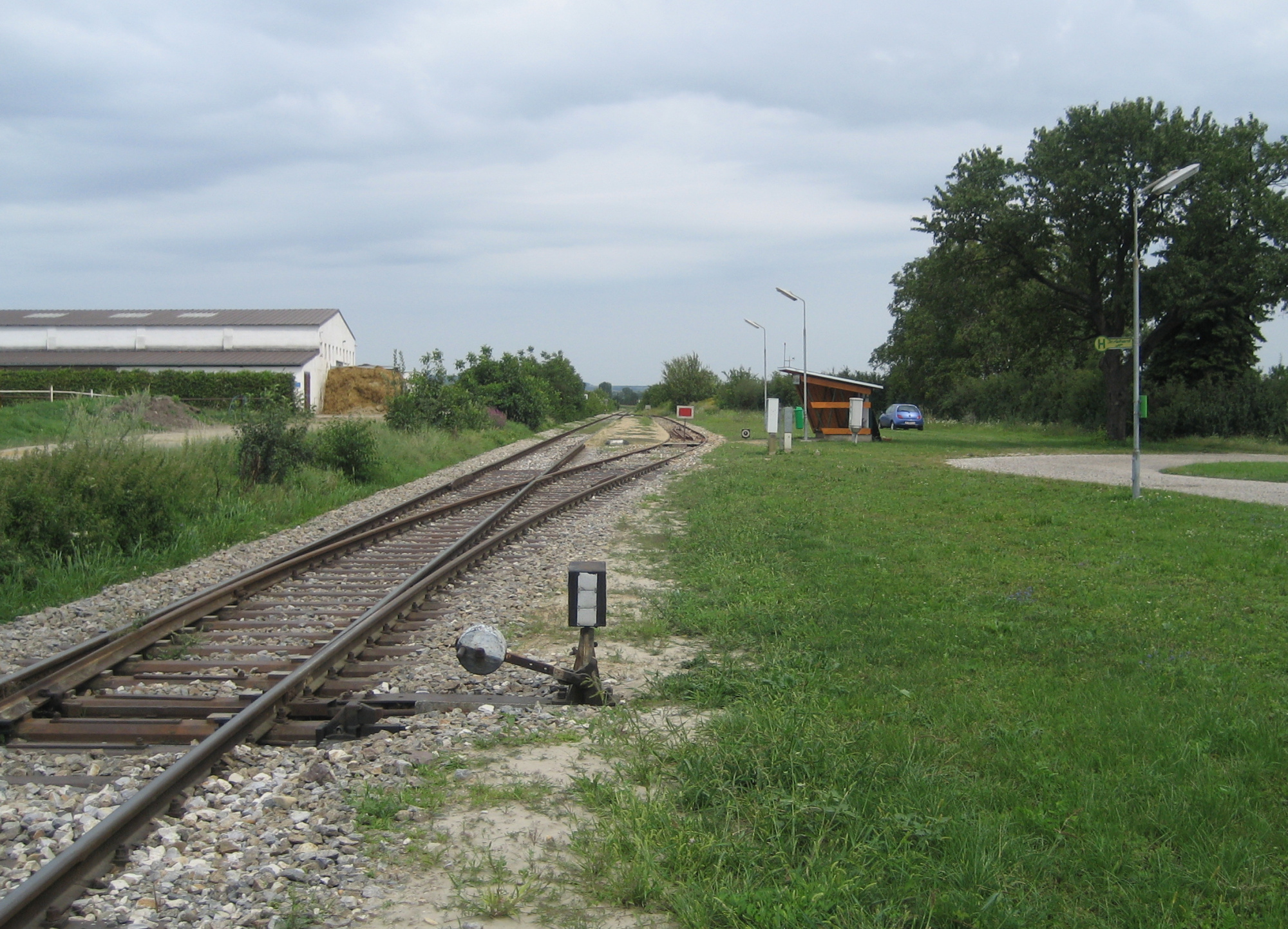
Haltestelle Stetten
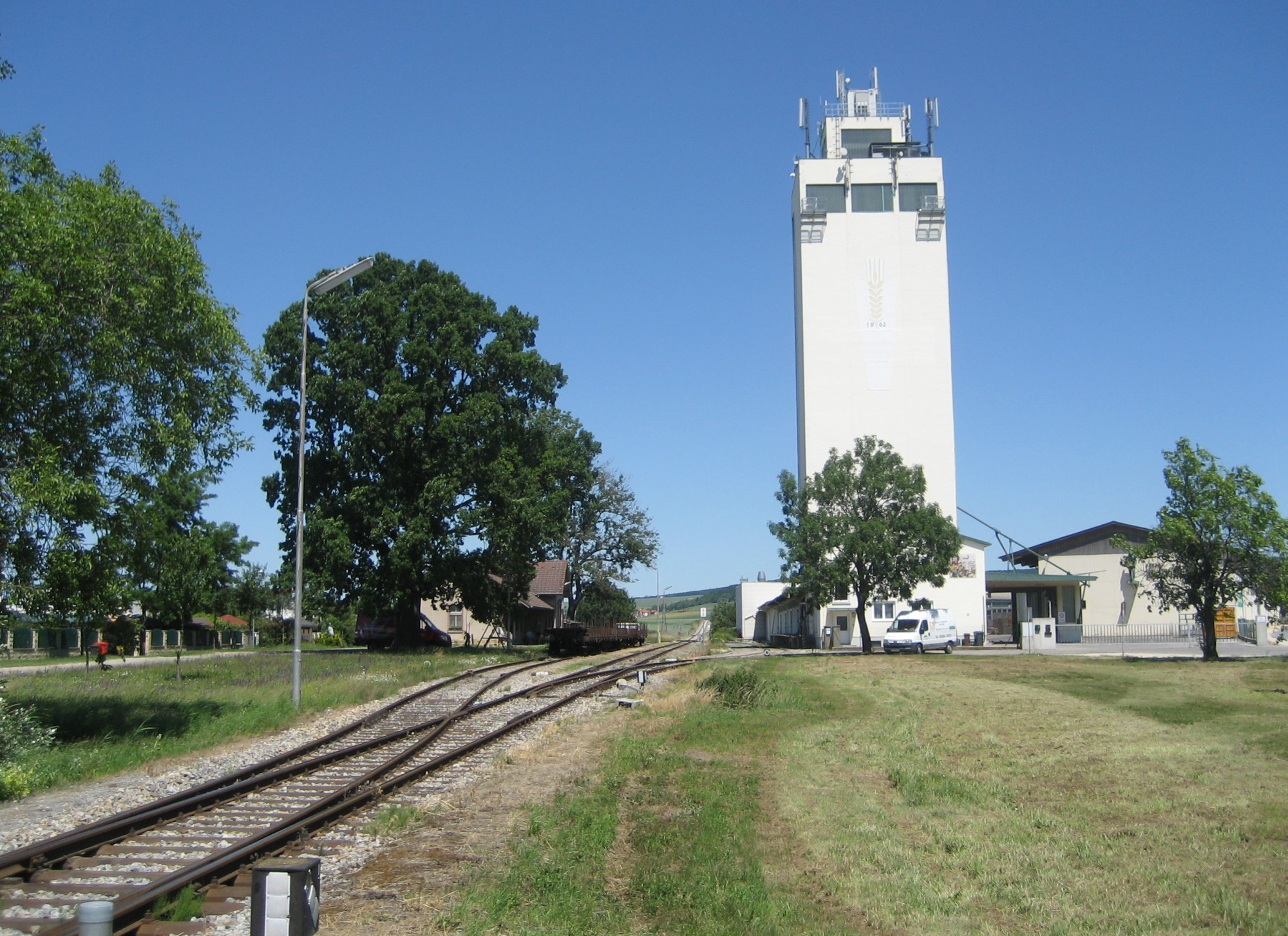
Bahnhof Rückersdorf-Harmannsdorf
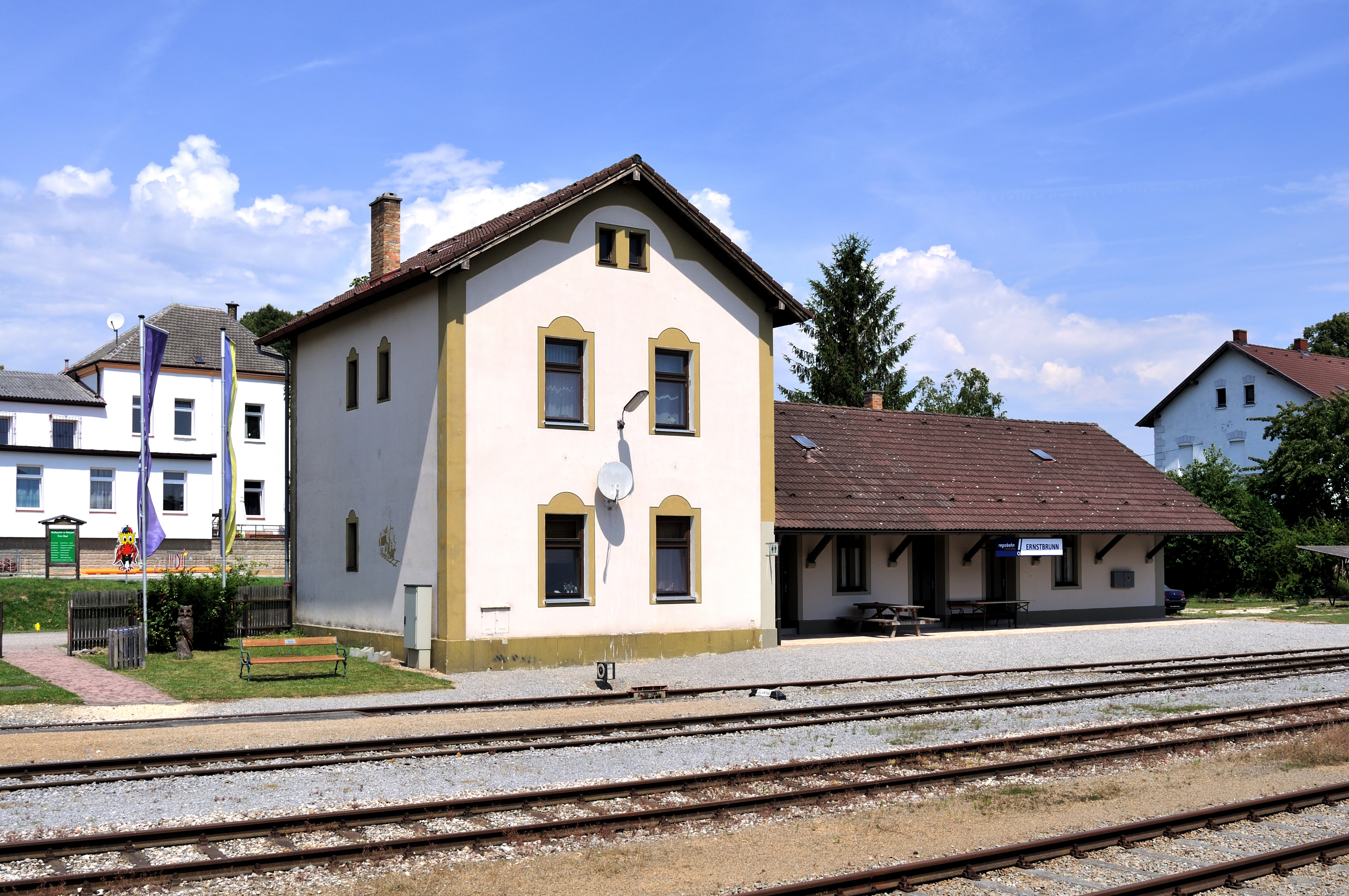
Aufnahmsgebäude im Bahnhof Ernstbrunn, rechts Personalwohnhaus
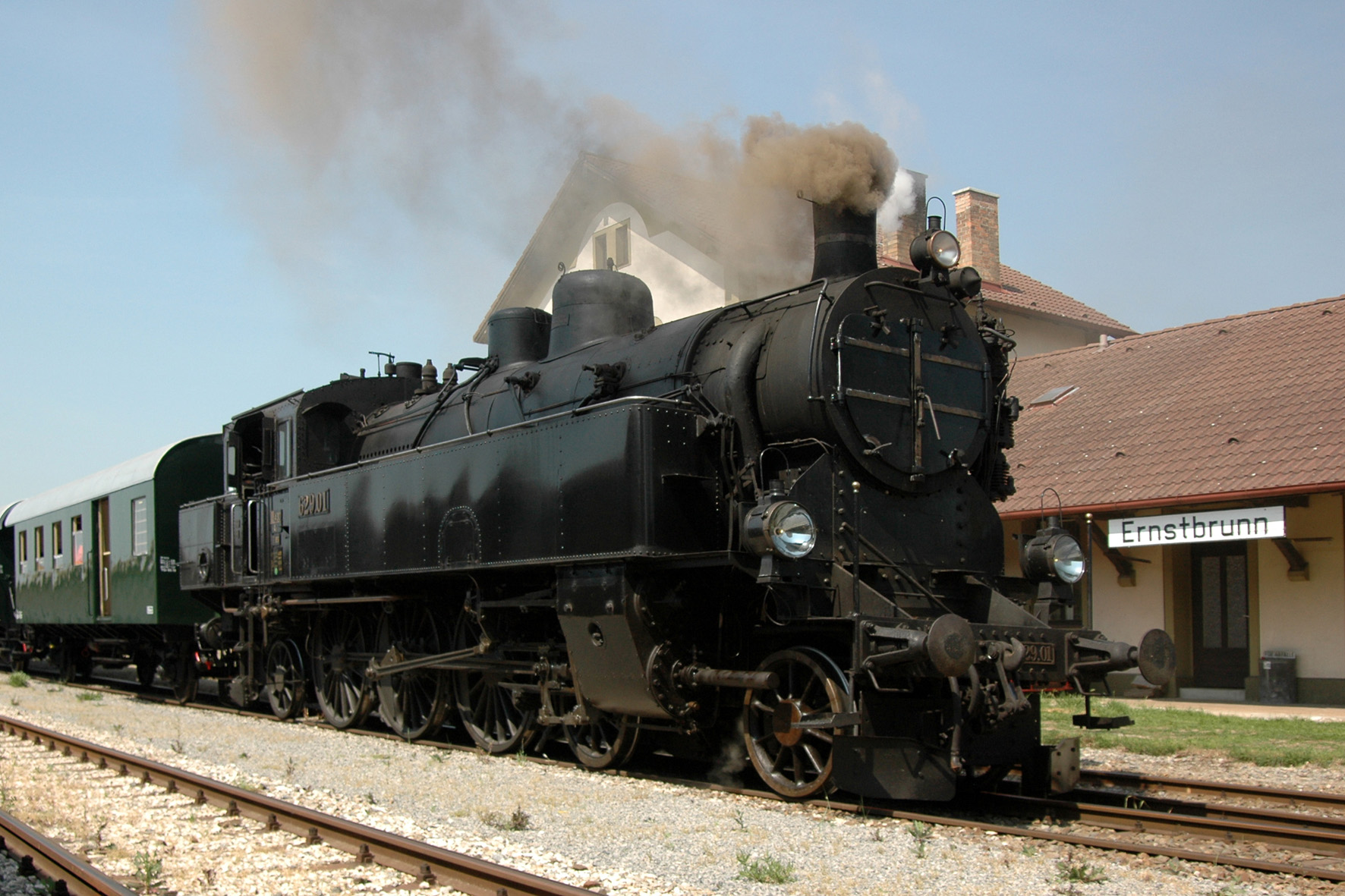
629.01 im Bahnhof Ernstbrunn (2007)
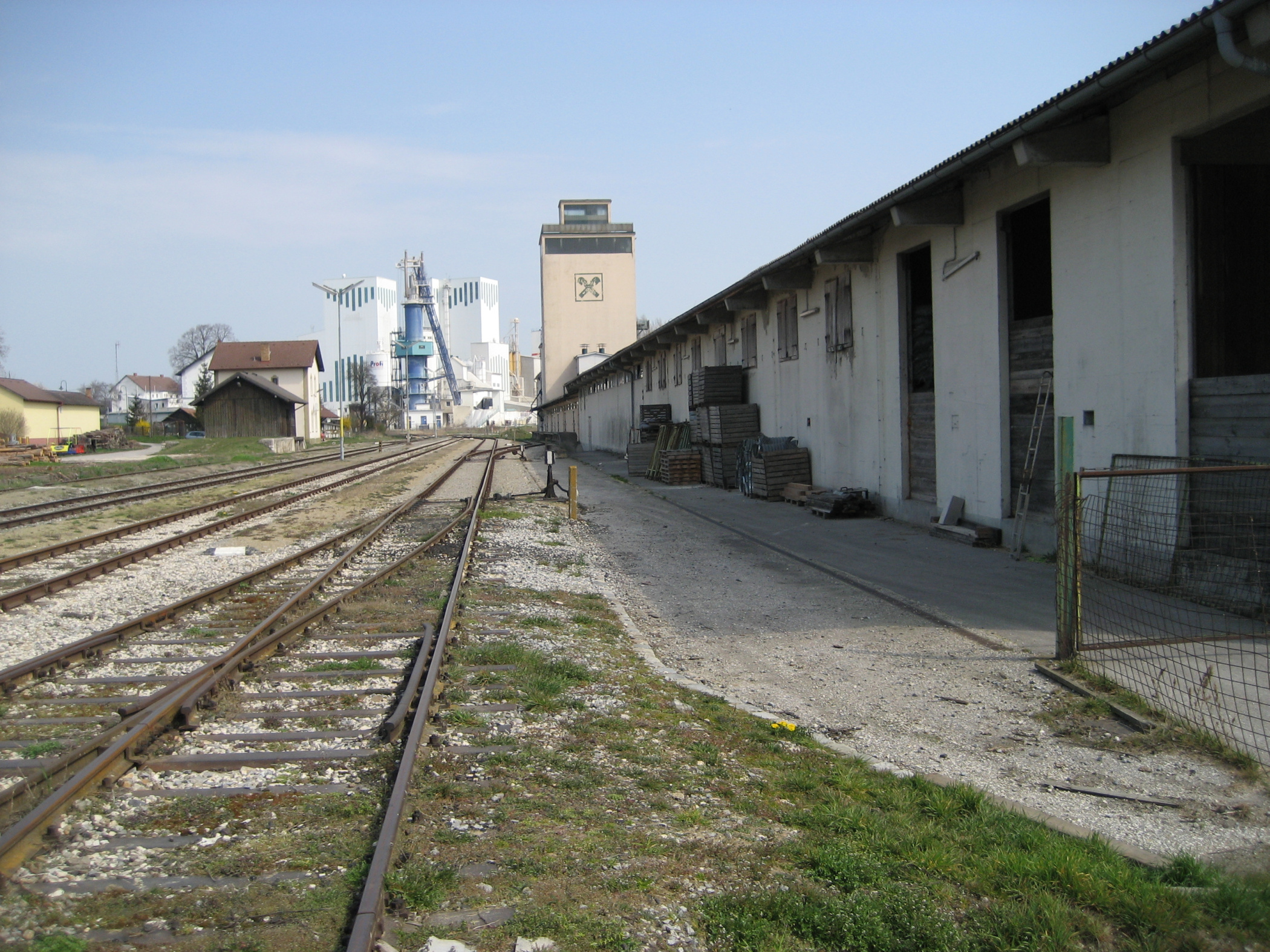
Bahnhof Ernstbrunn
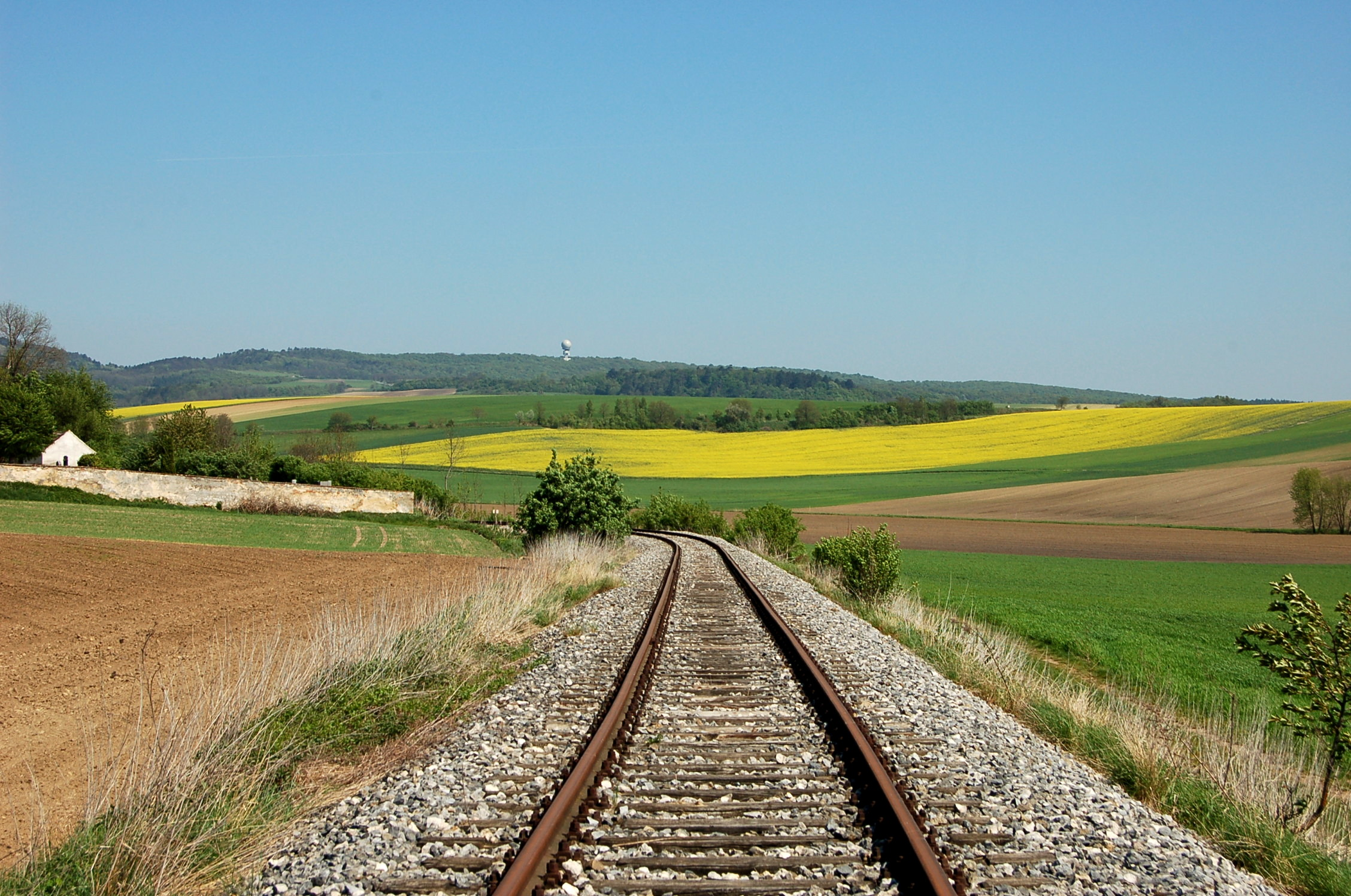
Die heutige Draisinenstrecke bei Niederleis
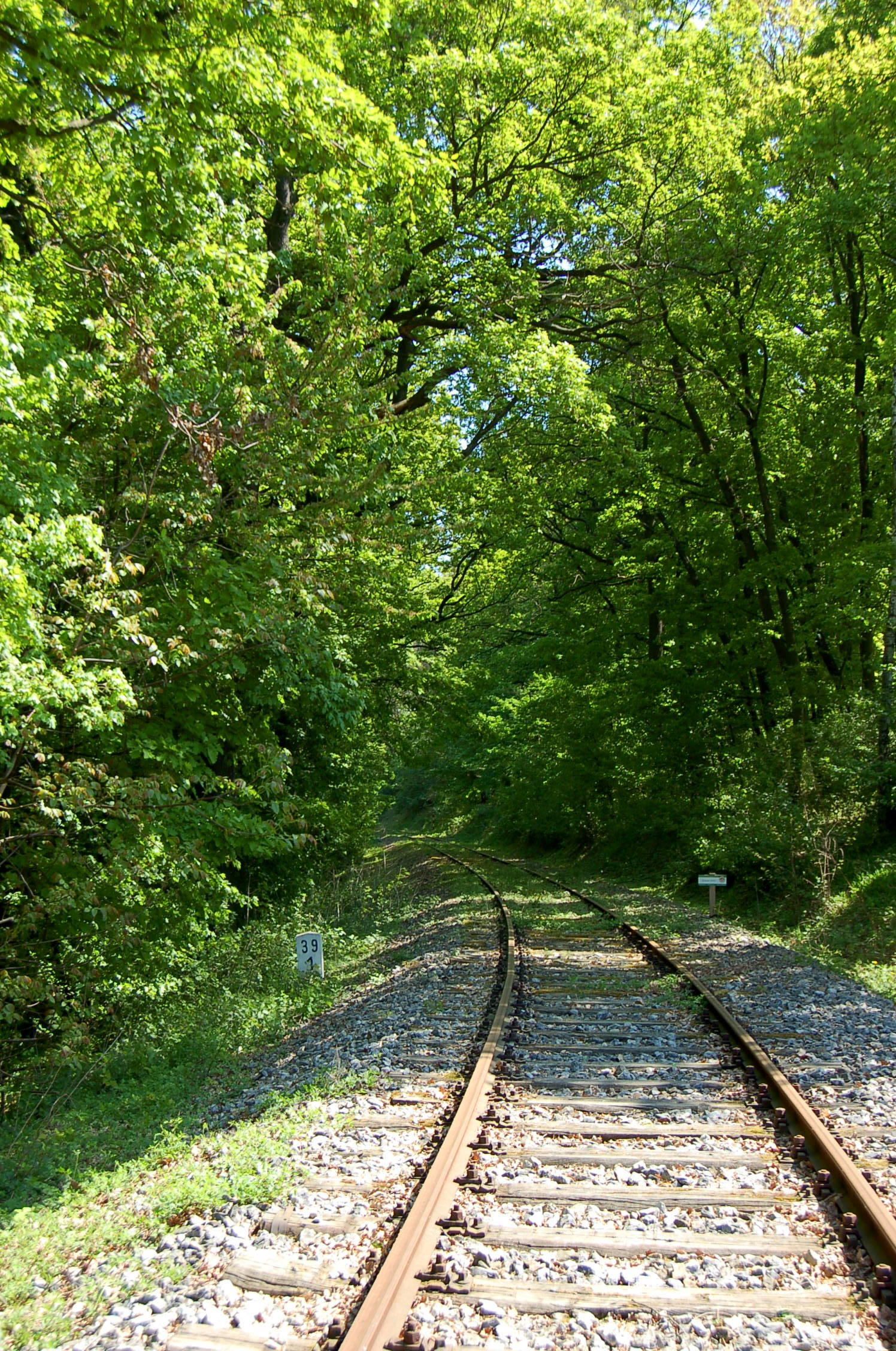
Strecke im Wald zwischen Grafensulz und Schletz, in der Nähe des Scheitelpunktes
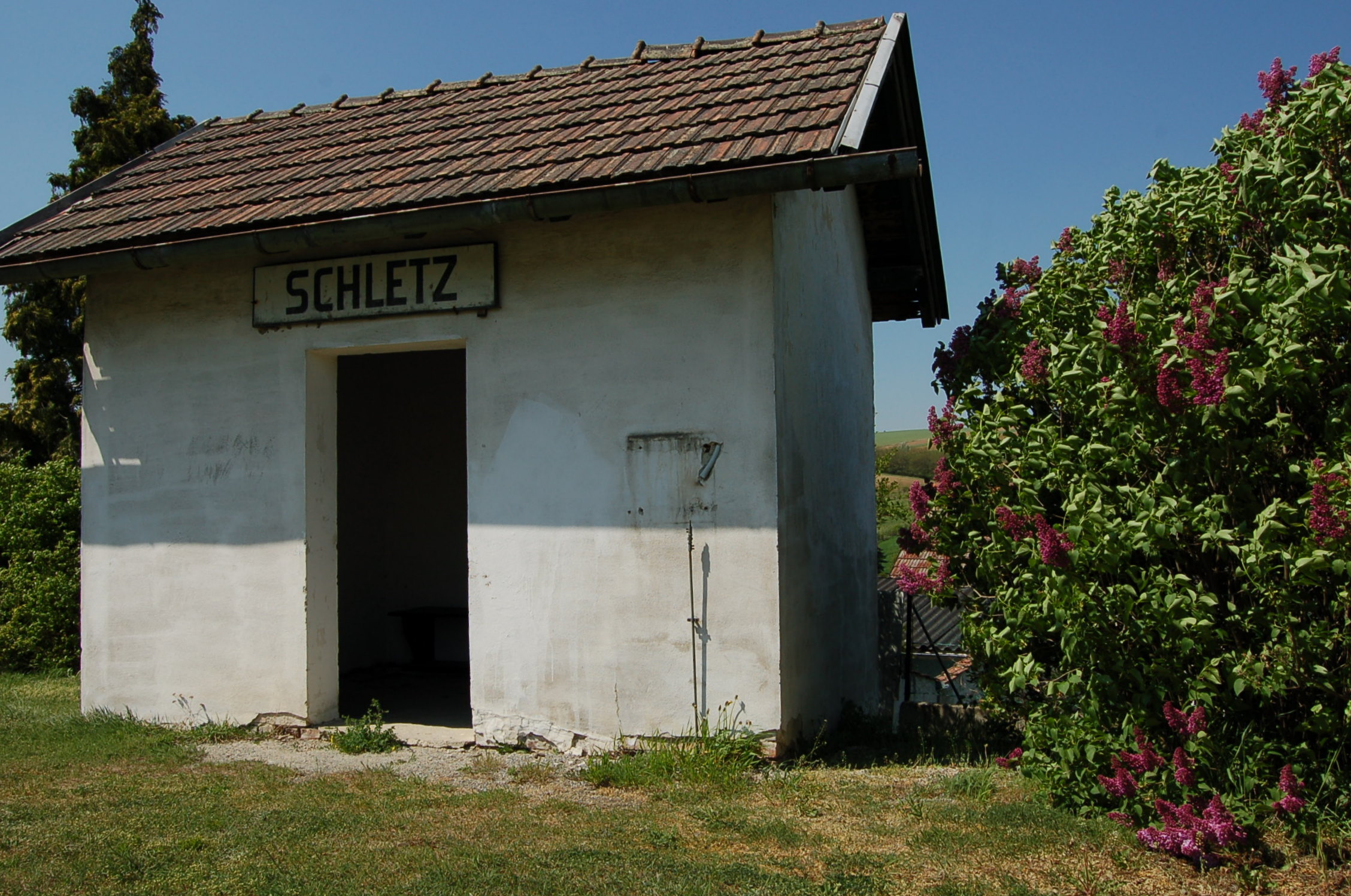
Haltestelle Schletz
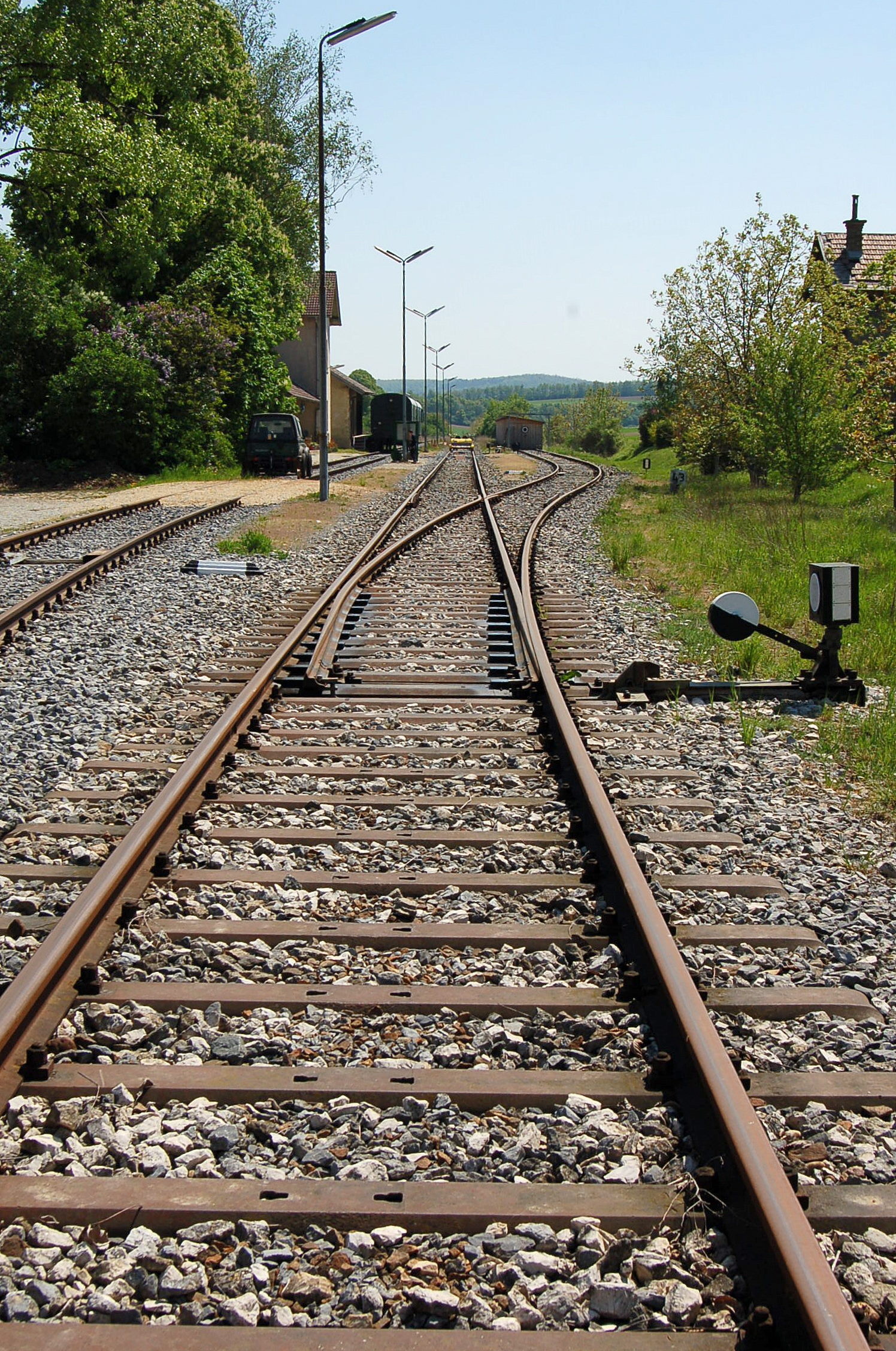
Einfahrt in den Bahnhof Asparn aus Richtung Ernstbrunn
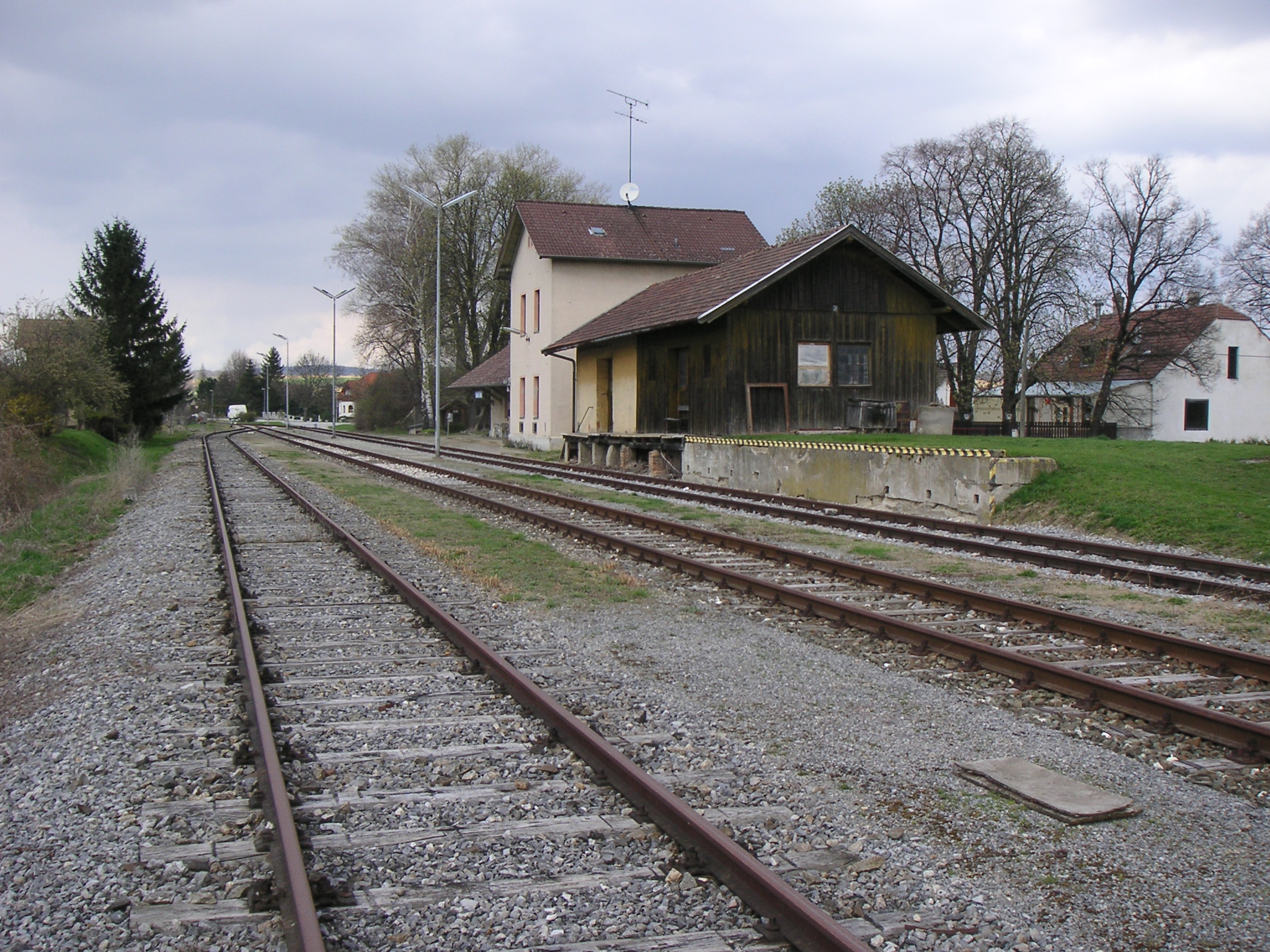
Der aufgelassene Bahnhof Asparn
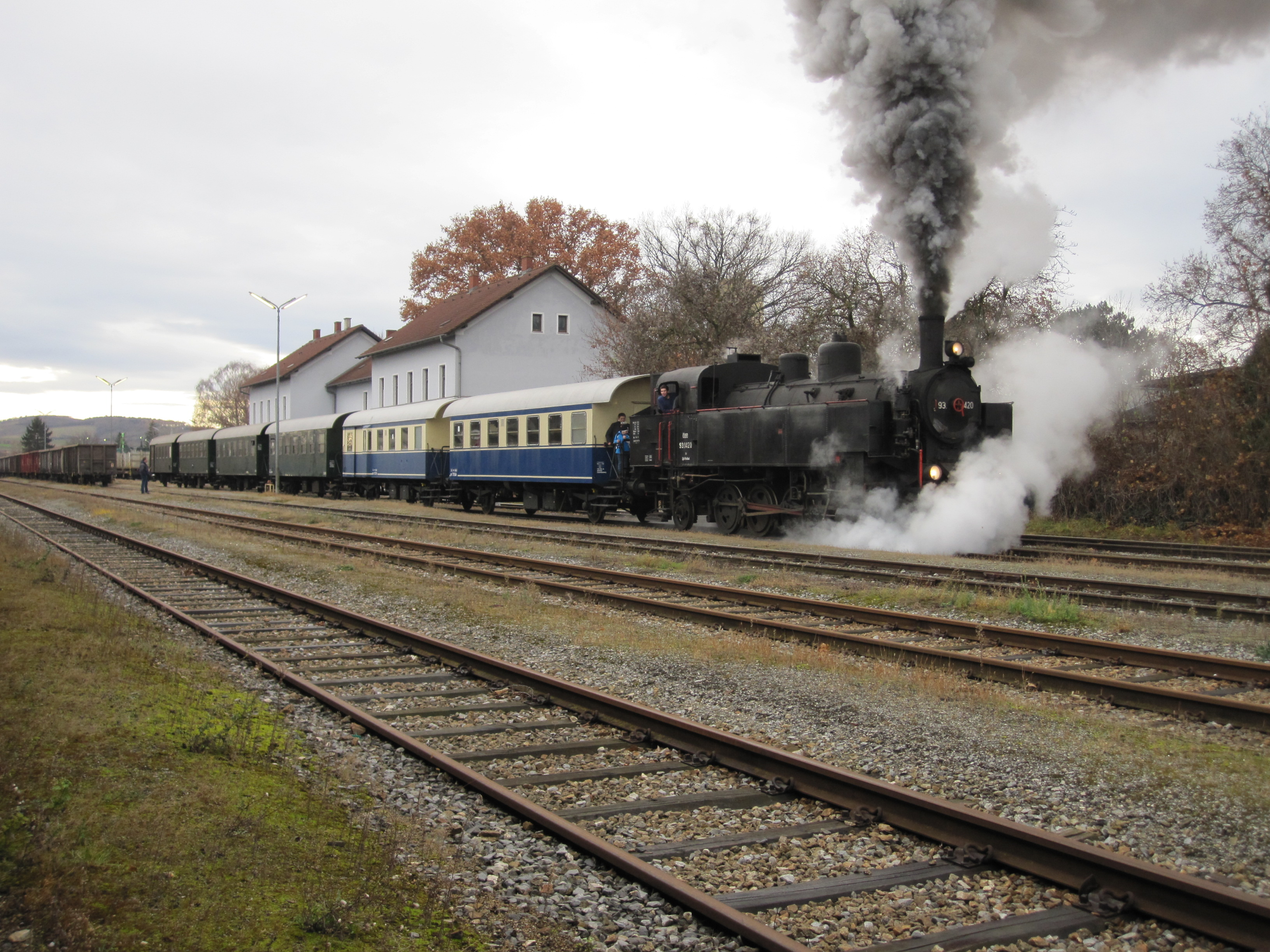
Sonderzug mit ÖBB 93 im Lokalbahnhof Mistelbach
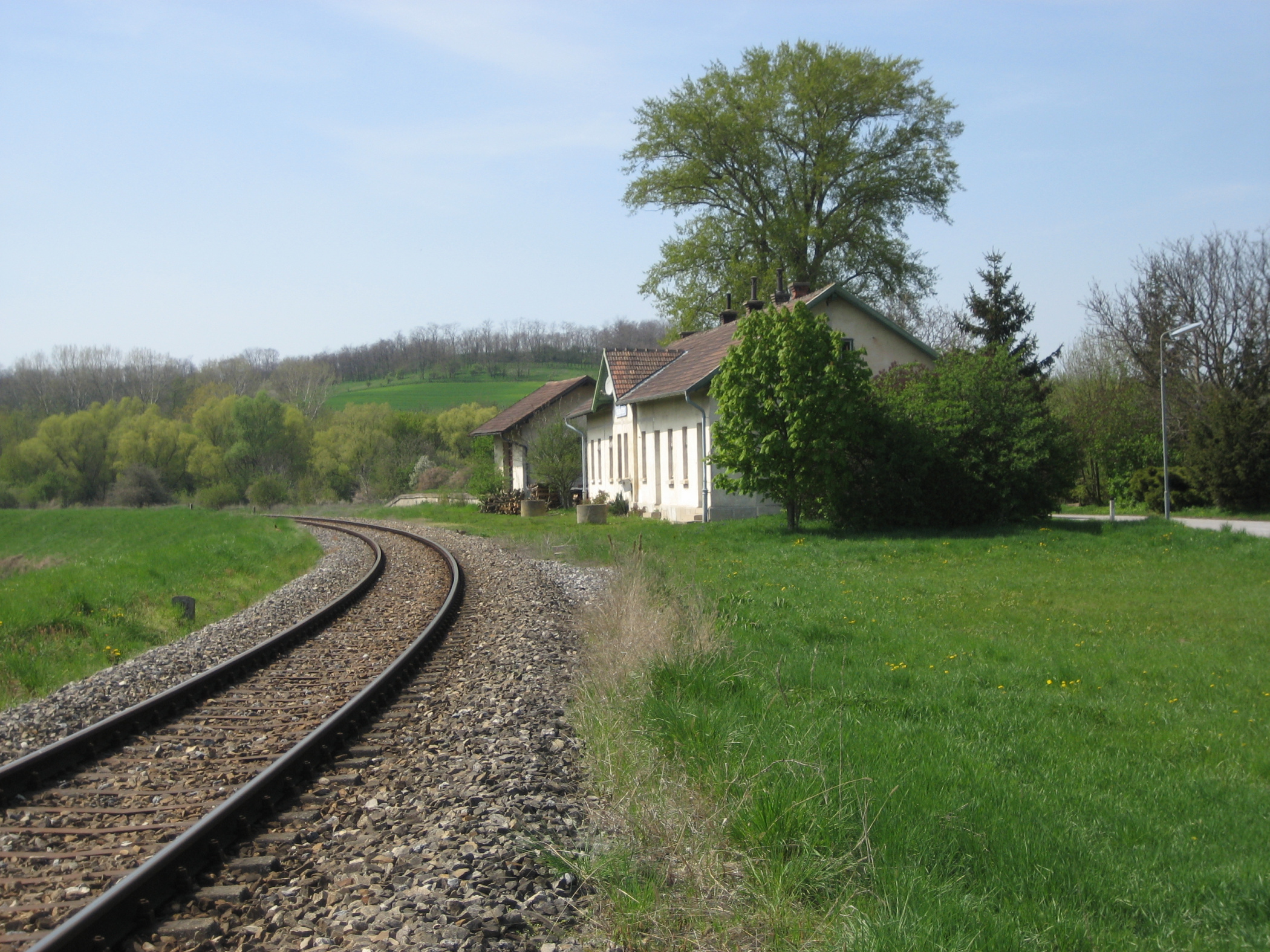
Bahnhof Hauskirchen (2010)
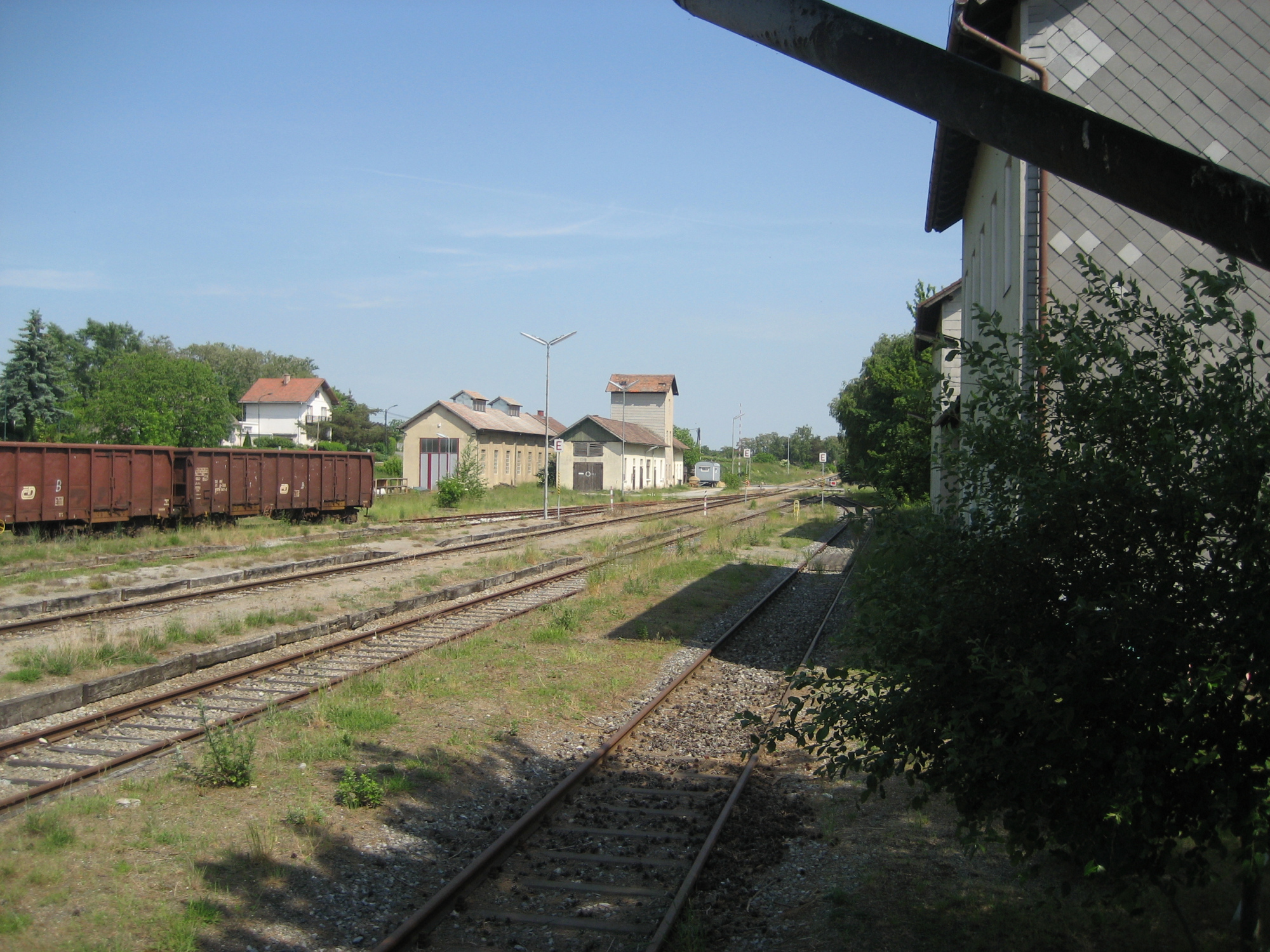
Bahnhof Dobermannsdorf (2009)
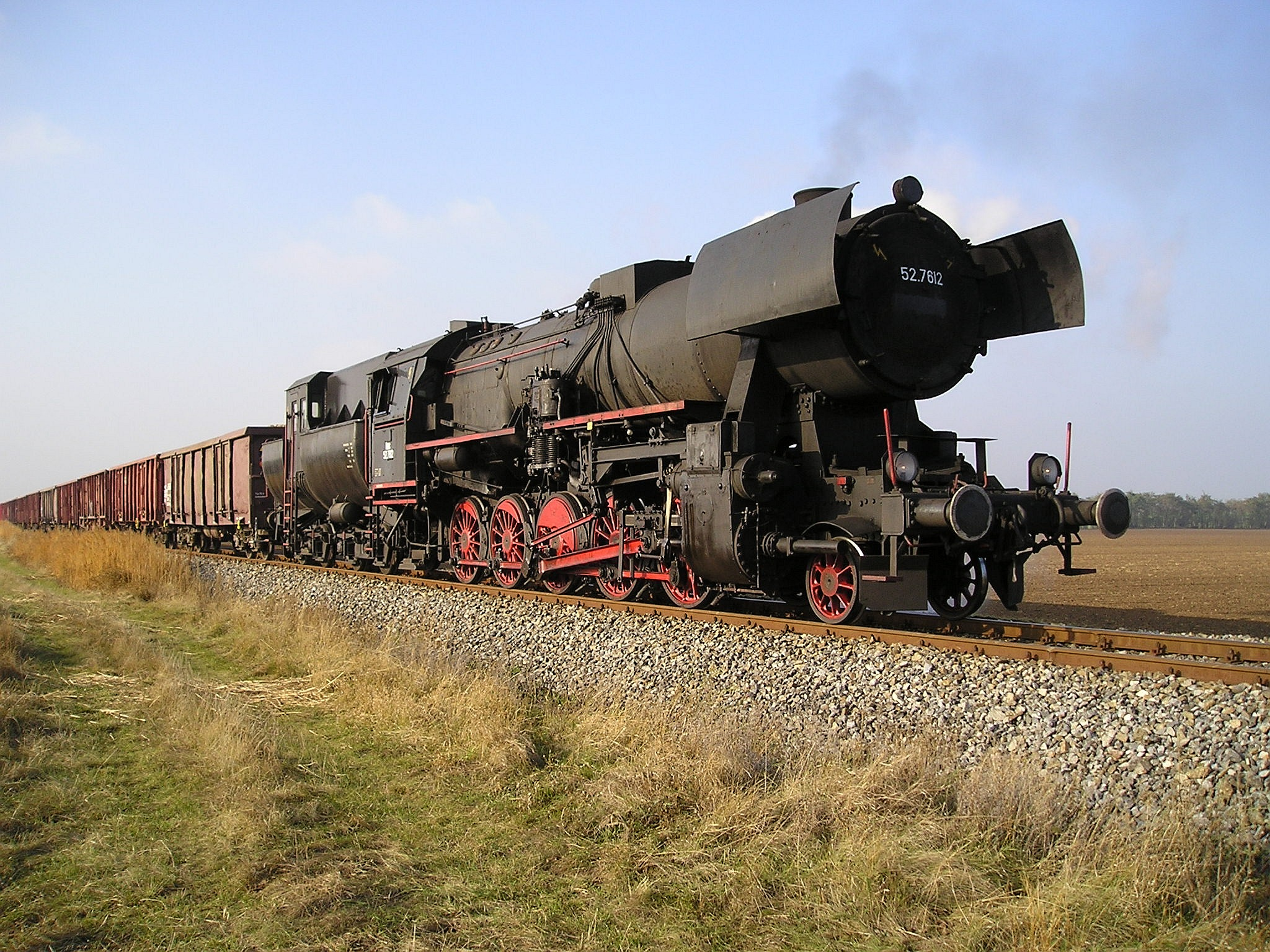
Fotogüterzug mit ÖBB 52 (2011)
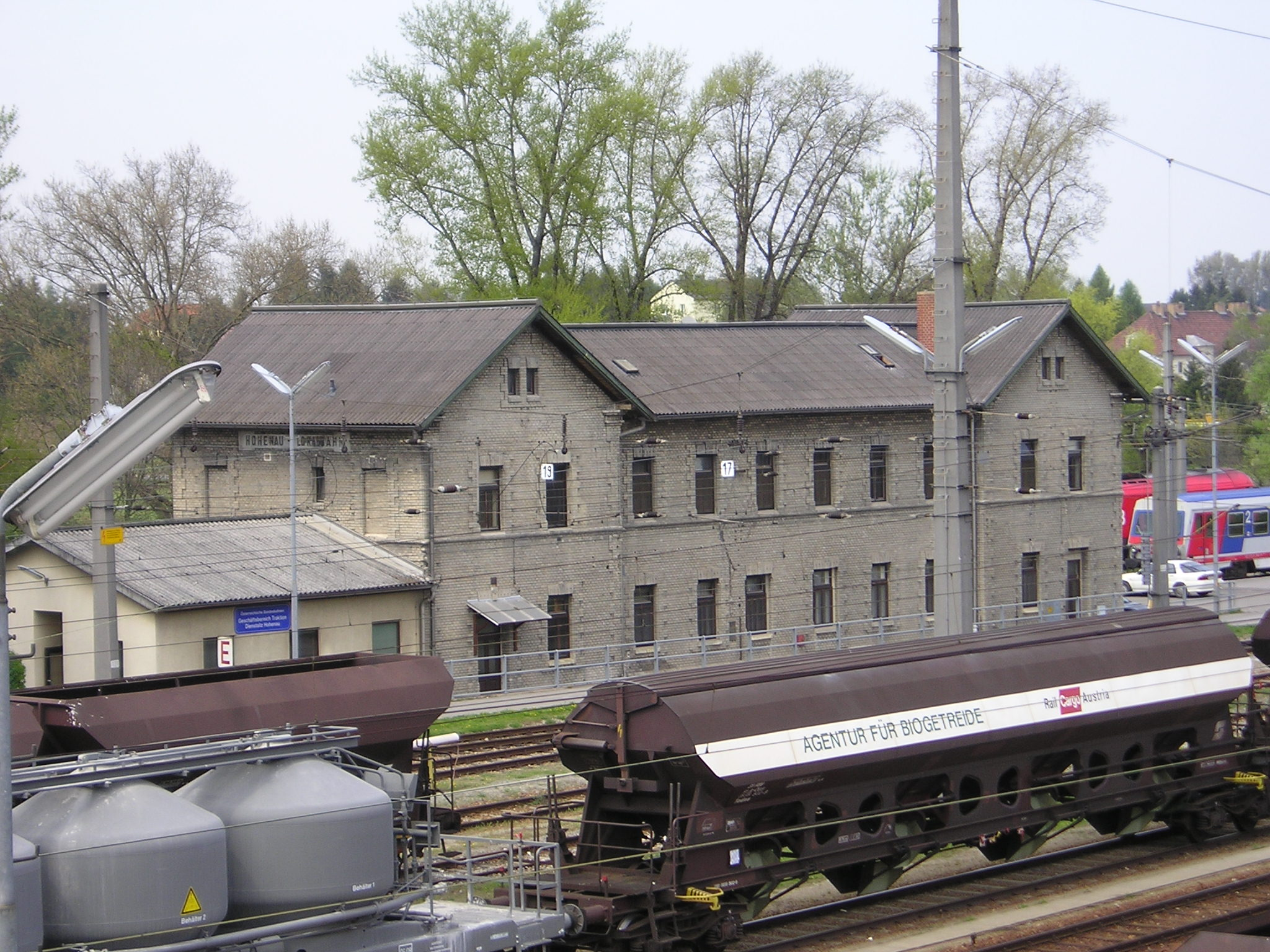
Der ehemalige Lokalbahnhof in Hohenau